# Chantal van den Heuvel
Pour les articles homonymes, voir Van den Heuvel.
Chantal van den Heuvel, est une scénariste de bande dessinée et écrivaine de livres jeunesse belge.

## Biographie
Chantal van den Heuvel est licenciée en journalisme et communication sociale de l'Université libre de Bruxelles. Entre 1988 et 2000, elle produit des articles pour différents magazines comme A +, Flair, Tintin reporter.
En bande dessinée, elle commence par la coécriture du scénario d'Opération Bolivar pour Hello Bédé sous le pseudonyme Éric Heuvel et publié en album aux éditions du Lombard en 1991, puis elle écrit sous le pseudonyme Chantal Vanek le diptyque fantastique Feu d'ange pour Paul Burton dans la collection « Grafica » des éditions Glénat de 1994 à 1996. Depuis 2003, elle se consacre à la conception et à la réalisation du périodique Domus.
En 2014 paraît aux éditions Coccinelle l’album BD Aung San Suu Kyi, la Dame de Rangoon dessiné par Michel Pierret et reçoit la même année le prix Valeurs Humaines Coccinelle qu'elle partage avec ce dessinateur pour cet ouvrage. L'année suivante, elle écrit le scénario de Madeleine Daniélou et l'élan créateur pour Darsicka Dagmara chez le même éditeur et elle scénarise encore Flora et les étoiles filantes qui dresse le portrait d'une quadragénaire célibataire, divorcée depuis peu et à la recherche d'un nouvel amour pour Daphné Collignon aux éditions Le Lombard en 2015. Elle enchaîne avec Louise, le venin du scorpion pour Joël Alessandra aux éditions Casterman en 2016.
En 2019, elle publie La Mystérieuse Affaire Agatha Christie avec Nina Jacqmin au dessin pour les éditions Vents d'Ouest.
En 2020, elle sort le biopic Léon et Sofia Tolstoï (éd. Futuropolis) dessiné par Henrik Rehr. L'année suivante, elle retrouve Nina Jacqmin pour George Sand - Ma vie à Nohant aux éditions Glénat.
Pour Anne Teuf, elle scénarise le premier tome intitulé : Le Temps des fruits verts de la série La Belle Espérance aux éditions Delcourt en 2022. Puis, elle écrit le scénario du roman graphique Dostoïevski - Le Soleil Noir, l’histoire d’une âme tourmentée pour le dessinateur danois Henrik Rehr aux éditions Futuropolis en 2023.
Passionnée d'écriture, elle écrit dans divers domaines comme le roman (L'Ombre de Marcus, Mijade) et les contes pour enfants (Valentin dit non, Mijade).
Elle réside en Belgique.

## Œuvres

### Albums de bande dessinée
- Flora et les étoiles filantes[13], Le Lombard, Bruxelles, 16 octobre 2015
Scénario : Chantal van den Heuvel - Dessin et couleurs : Daphné Collignon -  (ISBN 9782803633876)
- Louise, le venin du scorpion[4],[14],[15], Casterman, Bruxelles, 18 mai 2016
Scénario : Chantal van den Heuvel - Dessin et couleurs : Joël Alessandra -  (ISBN 978-2-203-11836-2)
- La Mystérieuse Affaire Agatha Christie[16],[17], Futuropolis, Paris, 30 octobre 2019
Scénario : Chantal van den Heuvel - Dessin et couleurs : Nina Jacqmin -  (ISBN 9782754824606)
- Léon et Sofia Tolstoï[7], Futuropolis, Paris, 26 août 2020
Scénario : Chantal van den Heuvel - Dessin : Henrik Rehr - Couleurs : monochromie -  (ISBN 9782754824606)
- George Sand - Ma vie à Nohant[8], Glénat, Grenoble, 14 avril 2021
Scénario : Chantal van den Heuvel - Dessin et couleurs : Nina Jacqmin -  (ISBN 978-2-344-04374-5)
- 1. Le Temps des fruits verts[18],[19], Delcourt, coll. « Histoire et histoires », Paris, 21 septembre 2022
Scénario : Chantal van den Heuvel - Dessin : Anne Teuf - Couleurs : Lou -  (ISBN 978-2-413-04000-2)
- 2. Le Pain, la paix, la liberté ![20],[21],[22], Delcourt, coll. « Histoire et histoires », Paris, 21 août 2024
Scénario : Chantal van den Heuvel - Dessin : Anne Teuf - Couleurs : Lou -  (ISBN 978-2-413-04392-8)
- Dostoïevski - Le Soleil Noir[10],[23], Futuropolis, Paris, 11 janvier 2023
Scénario : Chantal van den Heuvel - Dessin et couleurs : Henrik Rehr -  (ISBN 9782754831307).
- Marie-Antoinette - L'état de grâce, Éditions Ouest-France, Rennes, 16 mai 2025
Scénario : Chantal van den Heuvel - Dessin et couleurs : Bruno Rocco -  (ISBN 978-2-7373-8990-0)

### Romans
- L'Ombre de Marcus, Mijade, 2009  (ISBN 978-2-87423-034-9)
- Grandir à Bruxelles dans les années 1960 et 1970, Éd. Wartberg, 2012,  (ISBN 978-3-8313-2621-1)

### Livres jeunesse
- Non !, Erasme, coll. « Ouisti livres », 2006  (ISBN 2871279063)
- Valentin dit non !, Nancy Pierret (ill.), Namur, Mijade, 2006  (ISBN 2-87142-523-X)

### Écrits
- La Belgique pas triste, Crédit communal, 1984 (OCLC 1032381156)
- Itinéraires du cinéma de Belgique des origines à nos jours, Association des professeurs pour la promotion de l'éducation cinéma, 1982 (OCLC 1032401214).

#### Livres
: document utilisé comme source pour la rédaction de cet article.
- Philippe Mellot, Michel Denni, Laurent Turpin et Isabelle Morzadec, Trésors de la bande dessinée : BDM 2023-2024 - Catalogue encyclopédique et Argus, Paris, Les Arènes, novembre 2022, 23e éd., 1677 p., ill. ; 23 cm (ISBN 9791037507280, OCLC 1351462460, présentation en ligne), p. 541, 737, 756, 776, 876. .

### Émissions de télévision
- [vidéo] « L'invitée culture - Chantal Van den Heuvel », sur YouTube, émission Toujours + d’Actu diffusée sur BX1 le 5 mai 2021.

### Vidéographie
- [vidéo] « Livres du moment : Nina Jacqmin et Chantal Van den Heuvel - La Mystérieuse Affaire Agatha Christie », sur YouTube Entretien avec Nina Jacqmin et Chantal Van den Heuvel à l'occasion de la rencontre entre les auteures et les lecteurs de Babelio le 6 novembre 2019.